# لي غراند هندرسون
لي غراند هندرسون (بالإنجليزية: Le Grand Henderson)‏ هو كاتب وكاتب للأطفال أمريكي، ولد في 1901، وتوفي في 1964.